# Aston Martin Virage
Aston Martin Virage — автомобіль, вироблений британським виробником Aston Martin як заміна для своїх моделей V8.

## Virage/V8 Coupé (1989–2000)

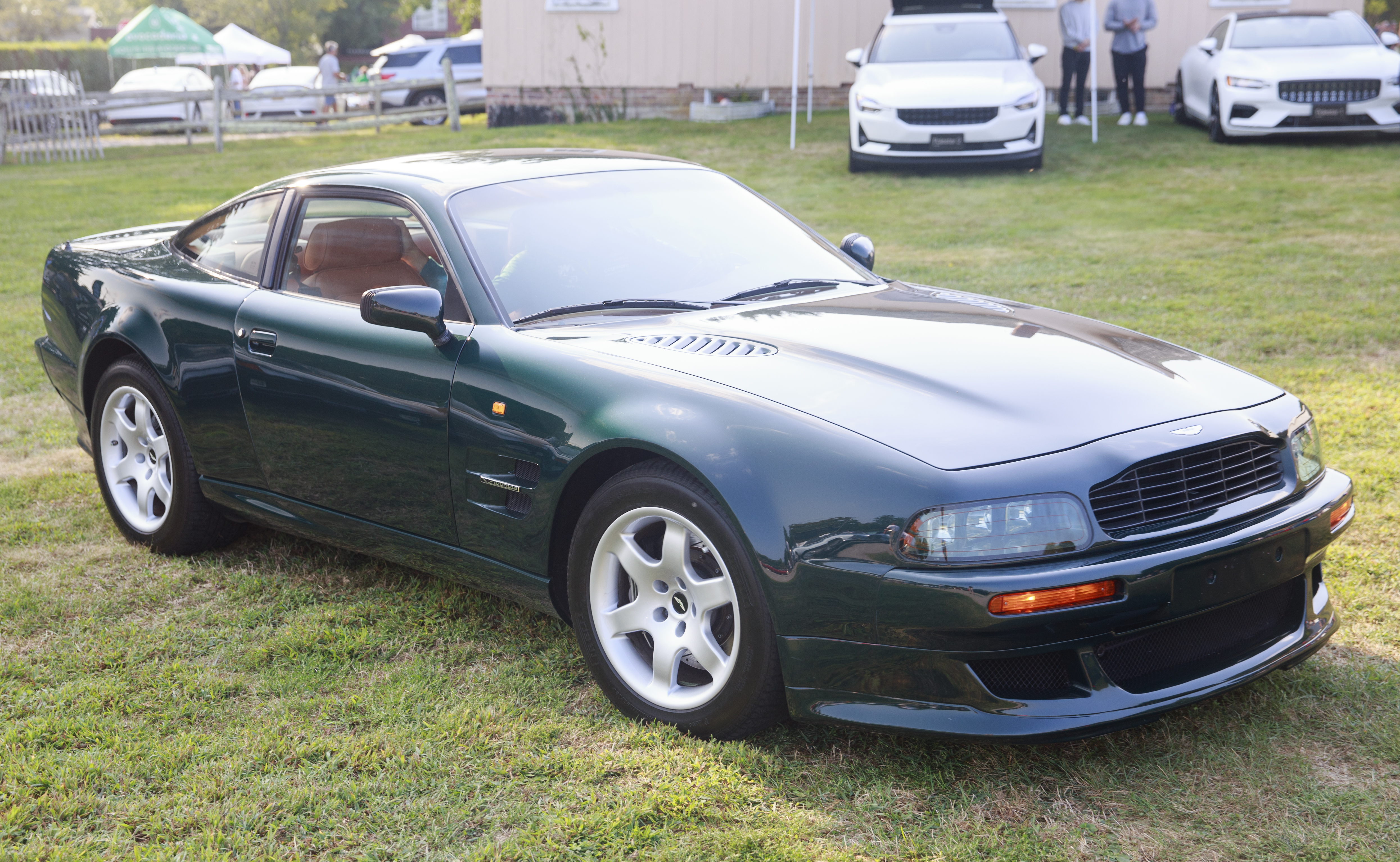
Aston Martin Vantage

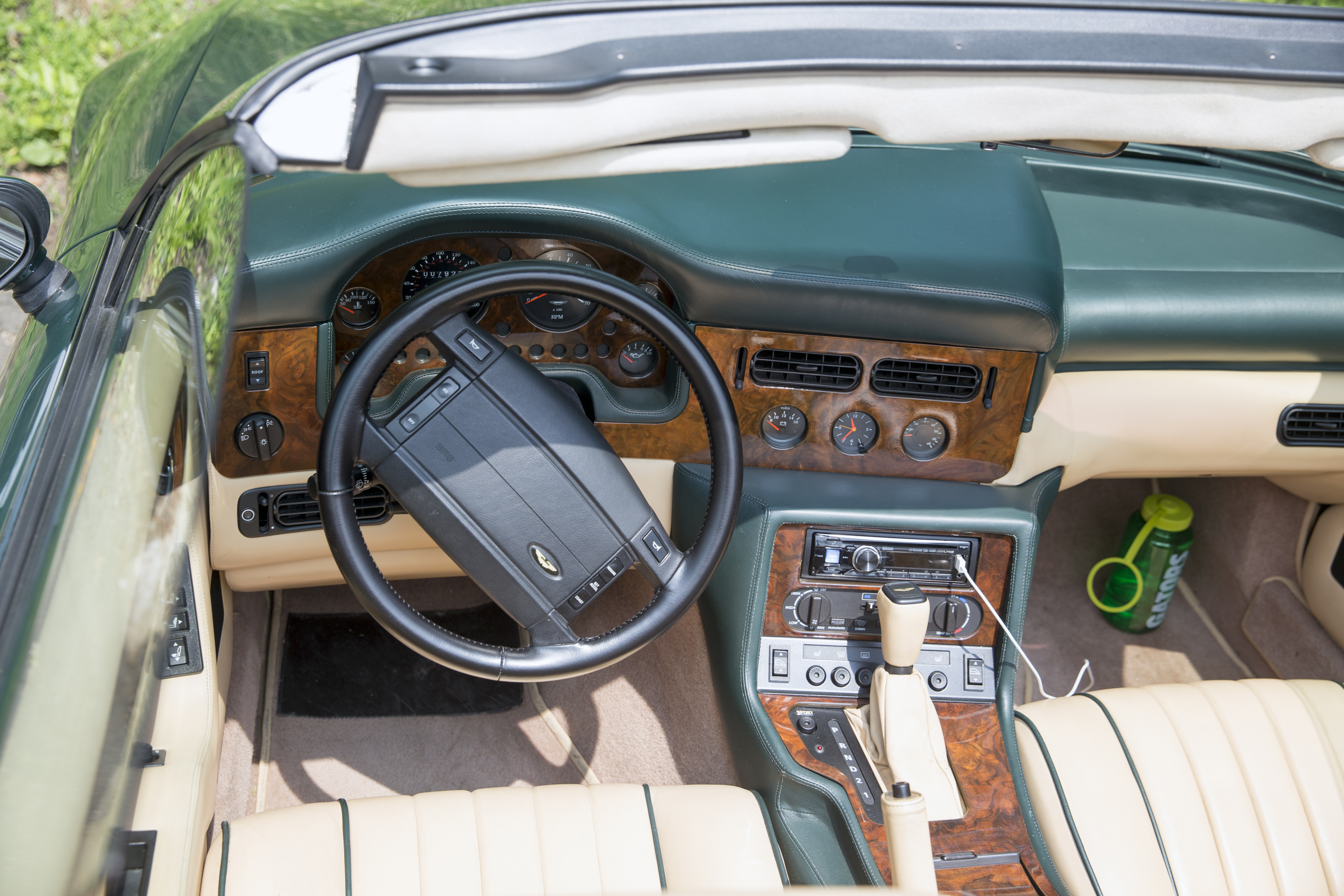

Представлений на автосалоні в Бірмінгемі в 1988 році з двигуном 5,3 л V8 потужністю 335 к.с. і 494 Нм, на його основі у 1993 році розроблено високопродуктивний Vantage з двигуном 5,3 л V8 з двома компресорами Eaton потужністю 550 кінських сил і крутним моментом 746 Нм, а назва стандартного автомобіля Virage була замінена на V8 Coupe в 1996 році.
Цей V8 автомобіль був замислений як топова модель, що займала місце над 6-циліндровим 3,2 л DB7 1994 року. Незважаючи на те, що згодом DB7 почав комплектуватися двигуном 6,0 л V12 і отримав перевагу в потужності, модель V8 залишалася ексклюзивним, дорогим і ручним флагманом асортименту Aston Martin. У 2000 році модель була замінена на Vanquish. До кінця 2000 модельного року було випущено 1050 всіх моделей Virage. Назва V8 Vantage знову з'явилася на новій моделі початкового рівня в 2005 році.

### Двигуни
- 5.3 L V8 330 к.с. при 6000 об/хв 475 Нм при 3700 об/хв
- 6.3 L V8 465 к.с. при 5750 об/хв 624 Нм при 4400 об/хв

## Virage (2011–2012)

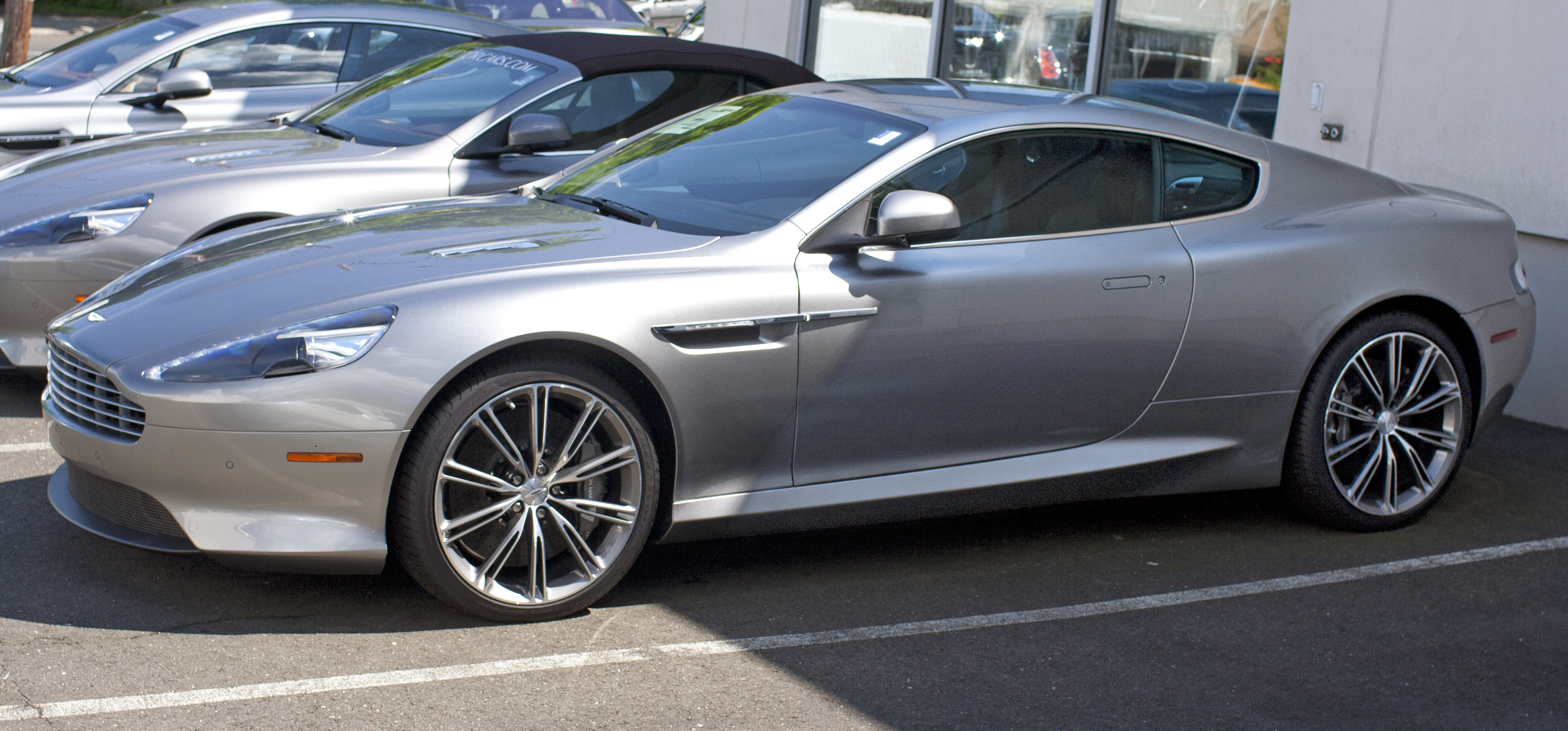
Aston Martin Virage (2011-2012)

Virage нового покоління представлено на Женевському автосалоні 2011 року. Автомобіль розроблено на основі DB9 з двигуном 5.9 л V12 потужністю 497 к.с. при 6500 об/хв, крутним моменом 570 Нм при 5750 об/хв. Кузов Virage в основному виготовлений з алюмінію, але й використовуються магнієві сплави. Однак, через низькі продажі в 2012 році його замінив Vanquish. Всього виготовлено близько 1000 автомобілів в кузові купе та кабріолет.

### Двигун
- 5.9 L V12 497 к.с. при 6500 об/хв 570 Нм при 5750 об/хв.

### 2014 Aston Martin Virage Shooting Brake Zagato Centennial
У вересні 2014 року Zagato представив едину копію в кузові shooting brake на "Chantilly Arts & Elegance Concours d’Elegance". Автомобіль побудований на базі Aston Martin Virage. Його було замовлено європейським клієнтом. Він наслідує ті ж дизайнерські репліки, що і Aston Martin DBS Coupe Zagato Centennial та Aston Martin DB9 Spyder Zagato Centennial.

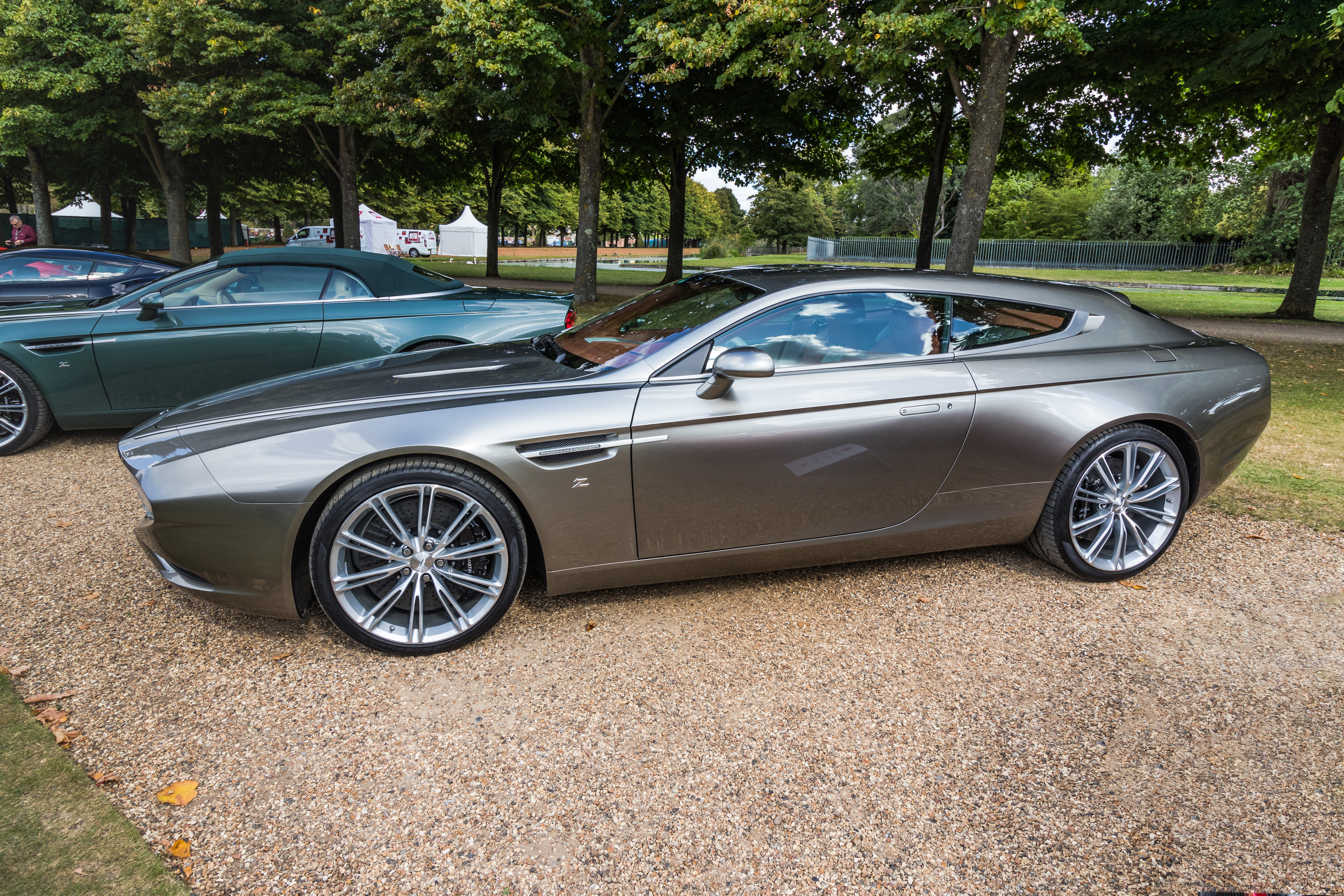
Virage Shooting Brake Zagato
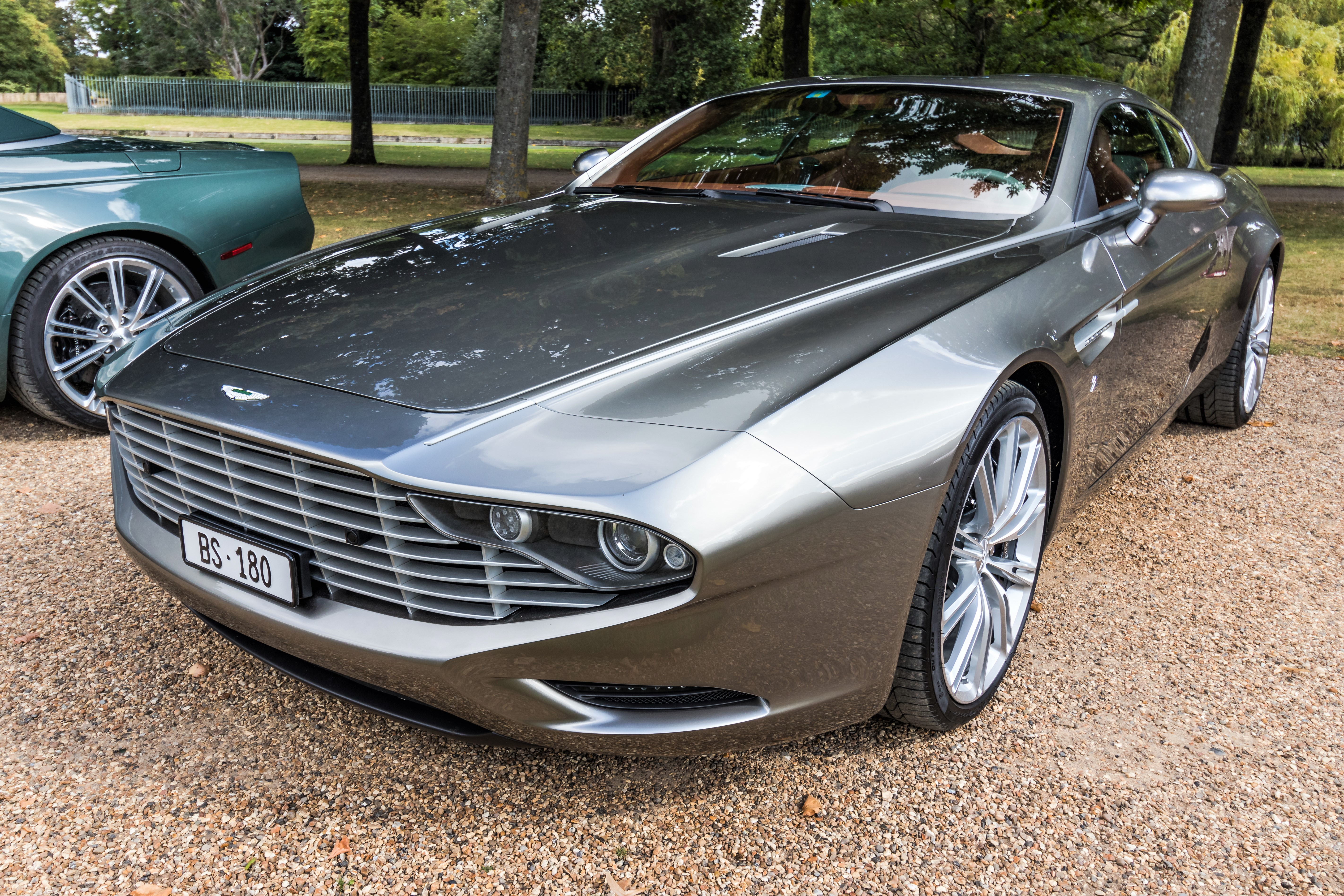
деталі передньої частини